# Blades of Glory
Blades of Glory är en amerikansk komedifilm från 2007 i regi av Josh Gordon och Will Speck. Filmen hade premiär i USA 30 mars 2007.

## Handling
Blades of Glory är en komedi om skridskoåkning.

## Rollista (urval)
- Will Ferrell - Chazz Michael Michaels
- Jon Heder - Jimmy MacElroy
- Will Arnett - Stranz Van Waldenberg
- Amy Poehler - Fairchild Van Waldenberg
- Jenna Fischer - Katie Van Waldenberg
- Luke Wilson - Sexmissbruksrådgivare
- William Daniels - Kommissionär Ebbers
- William Fichtner - Darren MacElroy
- Romany Malco - Jesse
- Nick Swardson - Hector
- Rob Corddry - Bryce
- Craig T. Nelson - tränare